# Гусев, Олег Владимирович
Оле́г Влади́мирович Гу́сев (24 апреля 1996, Рязань) — российский гребец-байдарочник, выступает за сборную России начиная с 2012 года. Чемпион Европейских игр 2019 года. Бронзовый призёр чемпионата Европы, многократный победитель и призёр регат национального значения. На соревнованиях представляет Рязанскую и Ростовскую области, мастер спорта России.

## Биография
Олег Гусев родился 24 апреля 1996 года в Рязани. Окончил среднюю школу № 39, проходил подготовку в рязанской специализированной детско-юношеской спортивной школе олимпийского резерва «Олимпиец» и позже в центре гребного спорта «Сынтул». Тренировался под руководством супругов В. В. Тебенихина и Н. Ю. Тебенихиной.
Впервые заявил о себе в 2011 году, попав в число призёров юниорского первенства России. Отобравшись в состав российской национальной сборной, в сезоне 2013 года побывал на юниорских чемпионате Европы в Польше и чемпионате мира в Канаде, где сумел дойти до финальных стадий. В 2014 году выиграл четыре золотые медали на юниорском чемпионате России в Краснодаре.
Первого серьёзного успеха на взрослом международном уровне добился в сезоне 2016 года, когда попал в основной состав российской национальной сборной и благодаря череде удачных выступлений удостоился права защищать честь страны на домашнем чемпионате Европы в Москве. В зачёте четырёхместных байдарок на дистанции 500 метров совместно с партнёрами Артёмом Кузахметовым, Александром Сергеевым и Владиславом Блинцовым завоевал бронзовую медаль — они разделили третье место с экипажем Испании, показавшим такое же время 1:21,228, и уступили только командам из Венгрии и Словакии. Также в этом сезоне добавил в послужной список серебряную награду, полученную в одиночках на двухстах метрах на молодёжном чемпионате мира в Минске.
Является студентом Рязанского государственного радиотехнического университета.